# Haugsdorf
Haugsdorf osztrák mezőváros Alsó-Ausztria Hollabrunni járásában. 2022 januárjában 1604 lakosa volt. 

## Elhelyezkedése

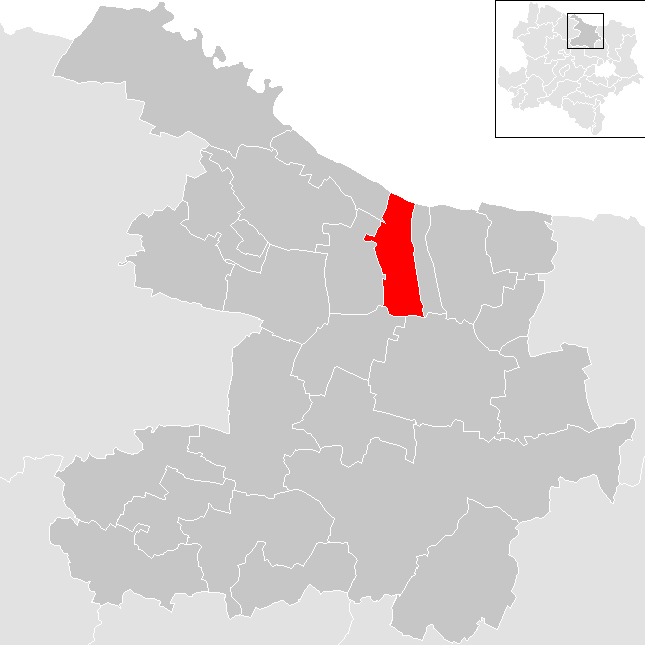
Haugsdorf a Hollabrunni járásban

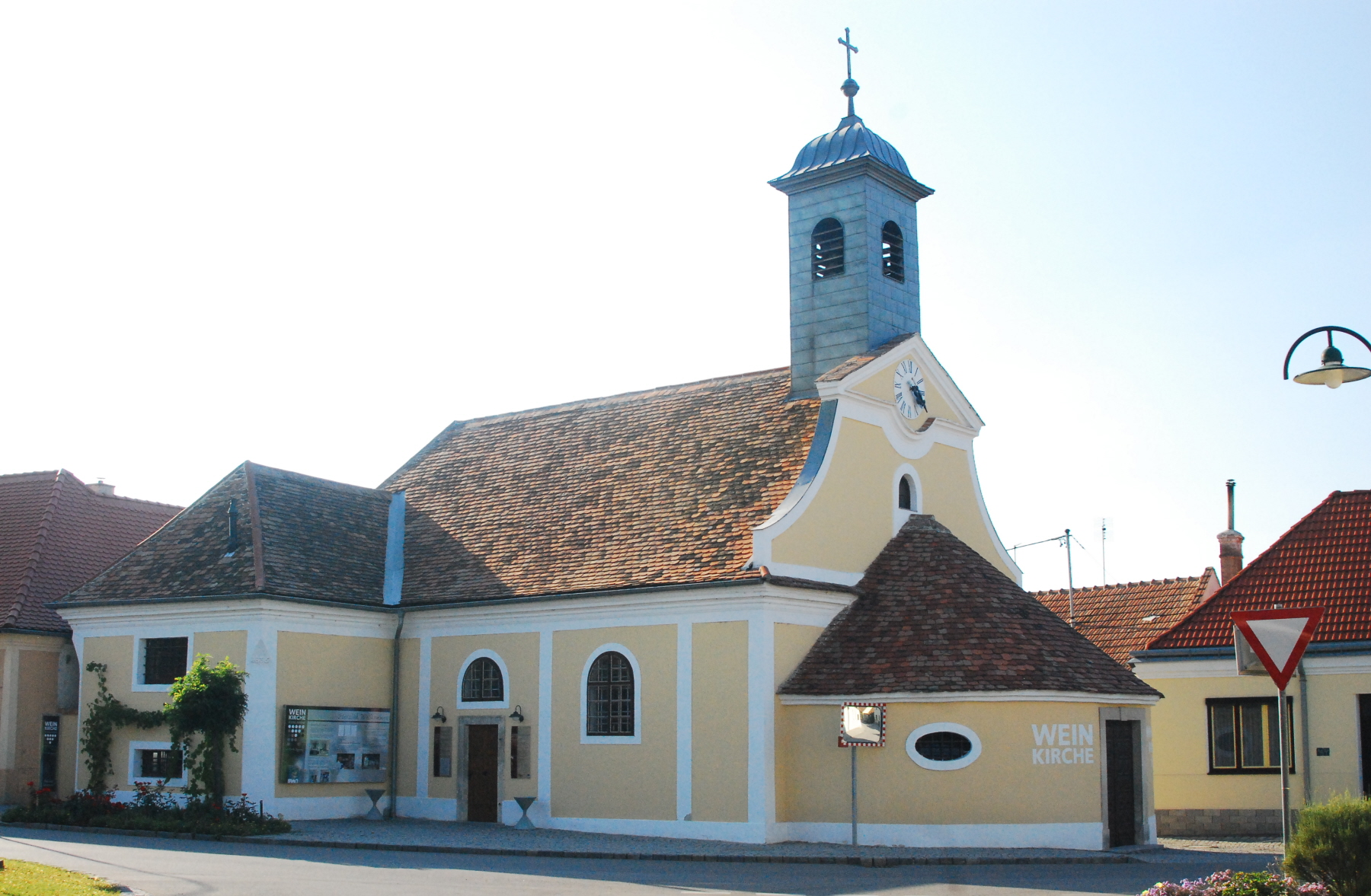
A volt jetzelsdorfi templom

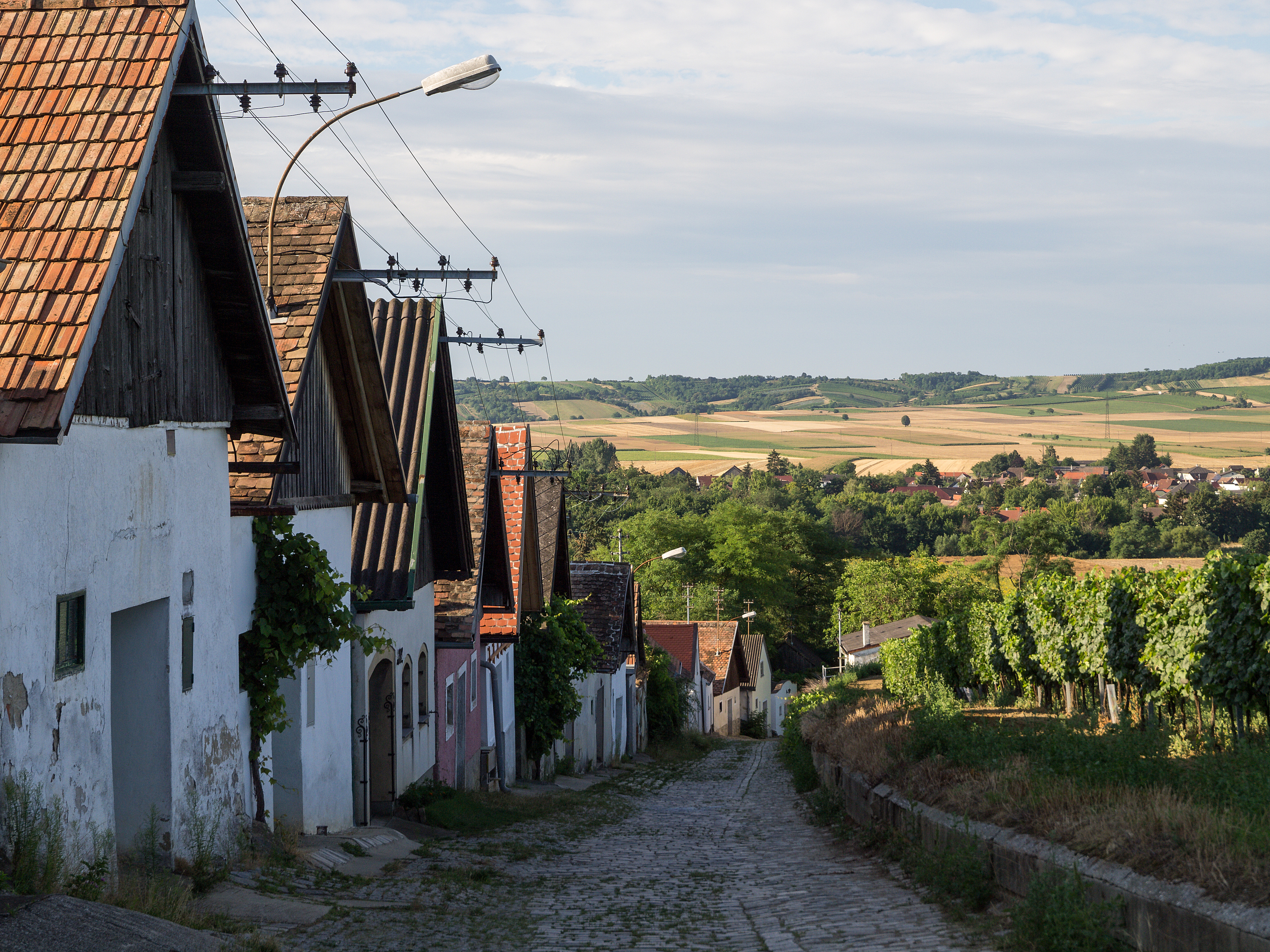
Haugsdorfi pincesor

Haugsdorf a tartomány Weinviertel régiójában fekszik, a Pulkau folyó mentén, közvetlenül a cseh határnál. Területének 2,5%-a erdő, 21,9% szőlő, 64,4% áll egyéb mezőgazdasági művelés alatt. Az önkormányzat 4 települést egyesít: Auggenthal (312 lakos 2022-ben), Haugsdorf (867), Jetzelsdorf (403) és Kleinhaugsdorf (22).
A környező önkormányzatok: keletre Alberndorf im Pulkautal, délkeletre Wullersdorf, délnyugatra Guntersdorf, nyugatra Pernersdorf, északnyugatra Retzbach, északra Dyjákovičky (Csehország).

## Története
Haugsdorfot 1108-ban említik először. 1200 körül a falu és a vár akkori birtokosai már róla nevezték el magukat, első ismert képviselőjük Gerung von Hugesdorf. 1319-ben a falunak már önálló egyházközsége volt. A 14. században mezővárosi jogokat kapott. 1357-ben a Maidburg-Hardeggek szerezték meg, majd a 15. század végén a tulajdonjog az osztrák hercegre szállt. A Habsburgok hűbérül adták ki különféle híveiknek, ami a birtok feldarabolódásával járt. Vára a 17. századra romba dőlt; a század közepén a haugsdorfi uradalom a Kirchberg bárók kezére jutott, akik azt meg is tartották a 19. század közepéig.
A határmenti városka több  alkalommal is ellenséges hadseregek útjába került. A 15. században kifosztották a husziták és megszállták a magyarok, a 17. században svéd, a 18-19. században francia, illetve porosz megszállás alá került. A porosz katonák 1866-ban behurcolták a kolerát, amely kb. 800 áldozatot szedett. A katasztrófa miatt Ferenc József is meglátogatta a városkát, amelynek kétezer guldennyi segélyt adományozott. 
A határok 1990-es megnyitását követően megépült az osztrák-cseh területen egyaránt elterülő Excalibur City bevásárlóközpont, amely számos látogatót vonz azóta is. Ezen kívül Haugsdorf vörösboráról is híres, része a Weinviertel Pulkau-völgyi "vörösbormetropoliszának". 

## Lakosság
A haugsdorfi önkormányzat területén 2022 januárjában 1604 fő élt. A lakosságszám 1900-ban érte el a csúcspontját 3471 fővel, azóta csökkenő tendenciát mutat. 2020-ban az ittlakók 95%-a volt osztrák állampolgár; a külföldiek közül 0,6% a régi (2004 előtti), 3,2% az új EU-tagállamokból érkezett. 0,6% az egykori Jugoszlávia (Szlovénia és Horvátország nélkül) vagy Törökország, 0,6% egyéb országok polgára volt. 2001-ben a lakosok 93,1%-a római katolikusnak, 4,4% pedig felekezeten kívülinek vallotta magát. Ugyanekkor 2 magyar élet a mezővárosban; a legnagyobb nemzetiségi csoportot a németek (96,3%) mellett a csehek alkották 1,9%-kal.
A népesség változása:
| Lakosok száma | 1571 | 1548 | 1615 |
|               | 2016 | 2018 | 2023 |

## Látnivalók
- a Szt. Péter- és Pál-plébániatemplom
- a volt jetzelsdorfi Szűz Mária-templom; ma rendezvényközpont és borbolt

## Fordítás
- Ez a szócikk részben vagy egészben  a   Haugsdorf című német Wikipédia-szócikk ezen változatának fordításán alapul.  Az eredeti cikk szerkesztőit annak laptörténete sorolja fel. Ez a jelzés csupán a megfogalmazás eredetét és a szerzői jogokat jelzi, nem szolgál a cikkben szereplő információk forrásmegjelöléseként.